# Phyprosopus intertribulus
Phyprosopus intertribulus là một loài bướm đêm trong họ Erebidae.